# عالی کهریزی
عالی کهریزی یک روستا در ایران است که در دهستان ارشق شمالی واقع شده‌است. عالی کهریزی ۱۲۱ نفر جمعیت دارد.